# Zeitschrift für Arbeitsrecht
Die Zeitschrift für Arbeitsrecht (ZFA) ist eine juristische Fachzeitschrift, die viermal im Jahr im Verlag Dr. Otto Schmidt in Köln erscheint. Die Zeitschrift wurde 1970 gegründet. Bis 2017 wurde sie im Verlag von Carl Heymanns (später Wolters Kluwer) publiziert. Die ZFA ist eine „Archivzeitschrift“ auf dem Gebiet des Arbeitsrechts, die wissenschaftliche Abhandlungen zu Fragen des Arbeitsrechts und angrenzender Rechtsgebiete publiziert.
Gegründet wurde die Zeitschrift vom Hauptgeschäftsführer der Bundesvereinigung der Deutschen Arbeitgeberverbände, Hermann Franke, der auch als ihr erster Herausgeber und gemeinsam mit Wolfgang Zöllner als Redaktionsrat fungierte.
Die Schriftleitung der Zeitschrift besteht heute aus Abbo Junker (Direktor des ZAAR, Lehrstuhl für Arbeitsrecht und Bürgerliches Recht der Ludwig-Maximilians-Universität München) und Roland Wolf (Geschäftsführer der Bundesvereinigung der Deutschen Arbeitgeberverbände).
Zu den Herausgebern zählen Vertreter der Arbeitsrechtswissenschaft, der Arbeitsgerichtsbarkeit, von Arbeitgeberverbänden und Unternehmen.
Sitz der Redaktion ist Berlin.